# 胸鎖乳突肌
胸锁乳突肌（Sternocleidomastoid），又稱鎖乳突肌，是两块位于颈部，使頭部前推或轉動的肌肉。
每塊胸鎖乳突肌從胸骨延伸到頸兩側耳朵下面的一點，還連接到鎖骨和頭骨的顳骨上。當這兩塊肌肉同时收縮時，頭部会被向前拉。若只有一塊收縮時，可使頭部轉動。

## 來源
〈人體學習百科〉 貓頭鷹出版社
ISBN 957-9684-11-1

## 外部連結
- 解剖學(Anatomy)-肌肉(muscle)-sternocleidomastoid muscle(胸鎖乳突肌) （页面存档备份，存于）